# Liste des motos BSA

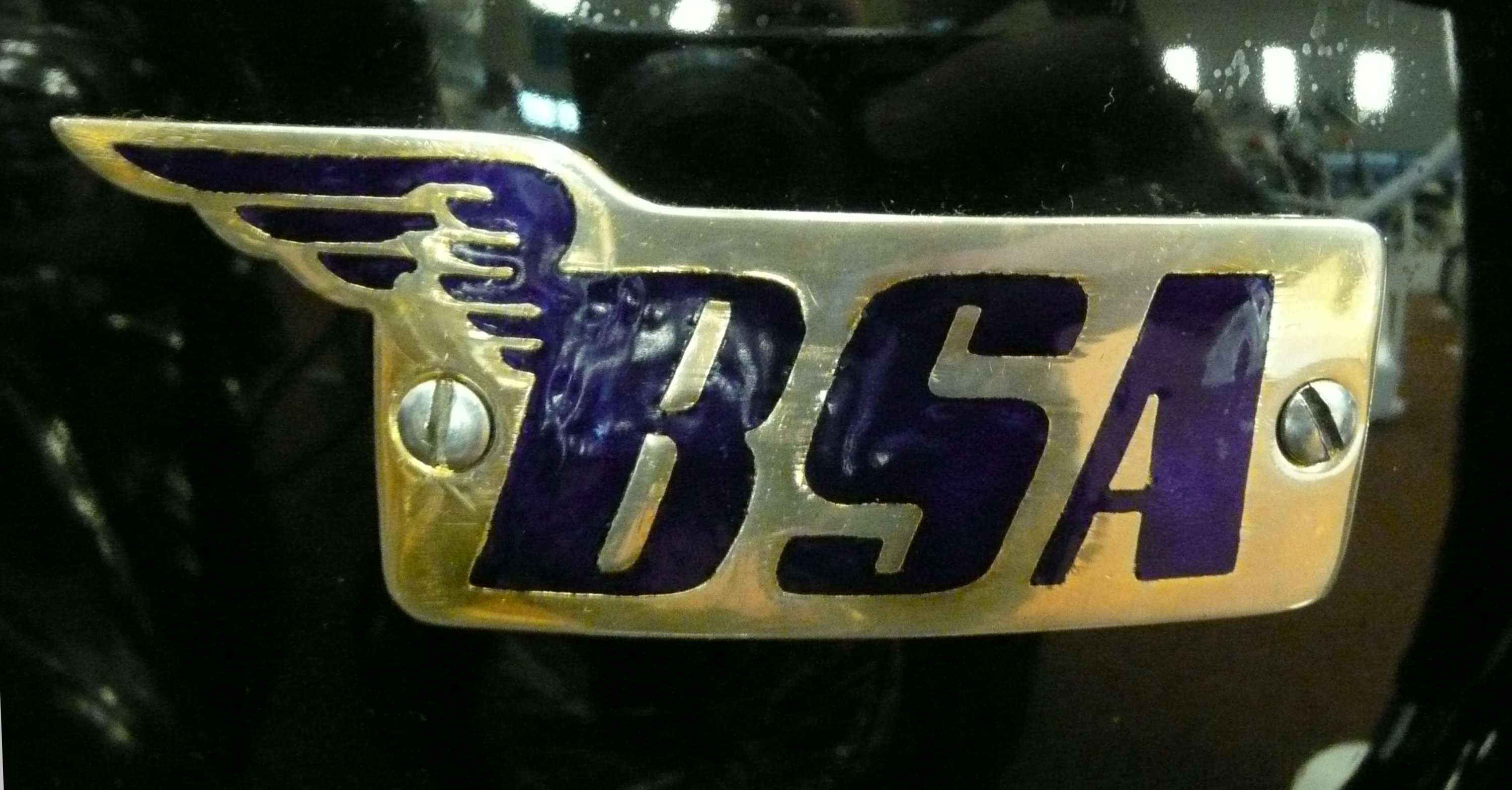

Ceci est une liste des motos du fabricant britannique Birmingham Small Arms Company (BSA) des années 1930 jusqu'à la fin de la marque dans les années 1970. La liste est classée par type de moteur et par période. 

## Série B

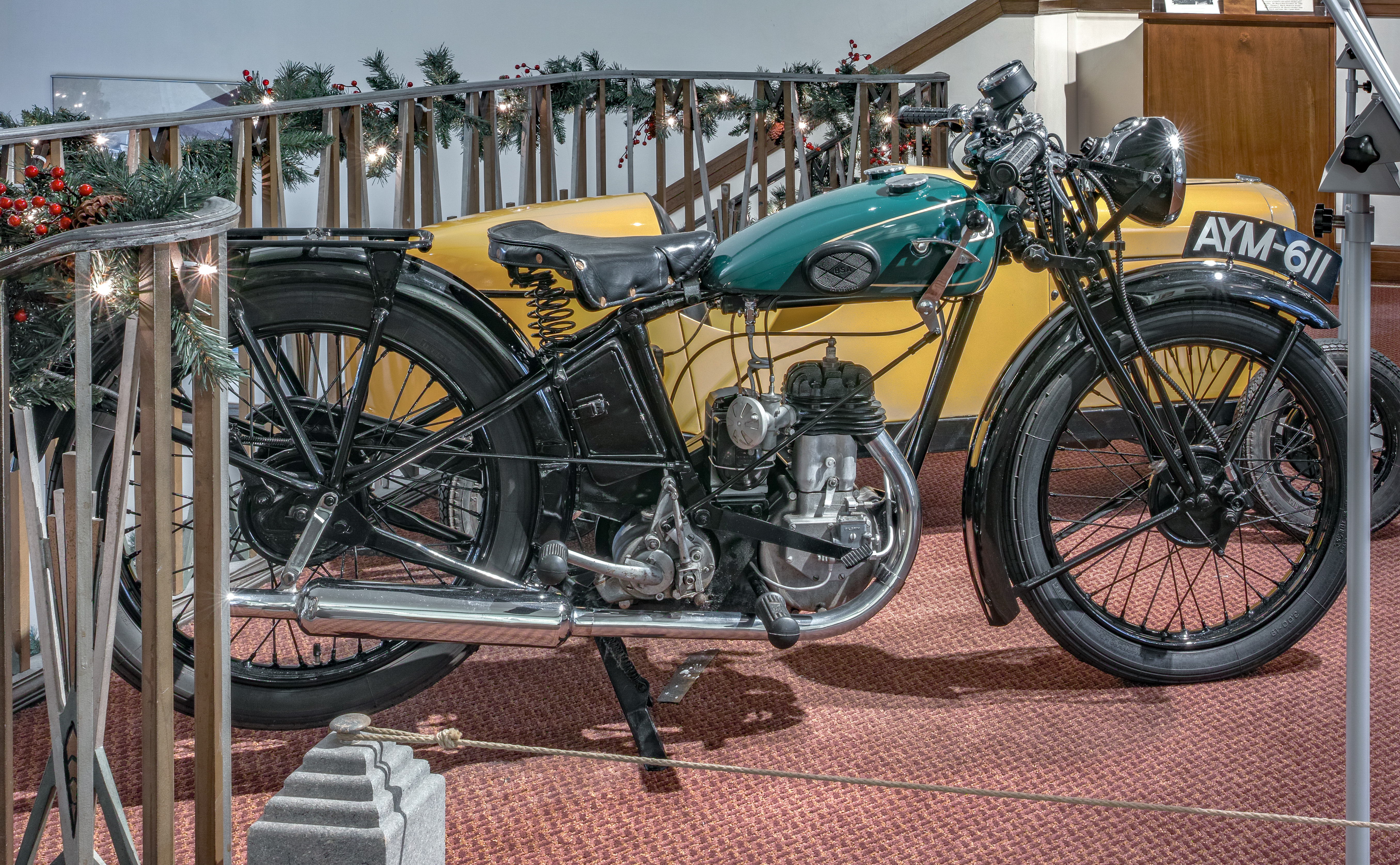
BSA B1 de 1933 au Auburn Cord Duesenberg Automobile Museum, Indiana, USA

La série B était des modèles monocylindres de 250, 350 et 500 cm3. 
Après la seconde guerre mondiale, seuls les modèles 350 et 500 cm3 à soupapes en tête continuèrent d'être produits. 

## Série M
Dans les années 1930, la série M était un mélange de modèles à soupapes en tête et à soupapes latérales. Pendant et après la Seconde Guerre mondiale, seuls les modèles à soupapes latérales de cette série ont été conservés, généralement destinés à être utilisés par les forces armées ou combinés à des side-cars. 

## Série C pré-unit

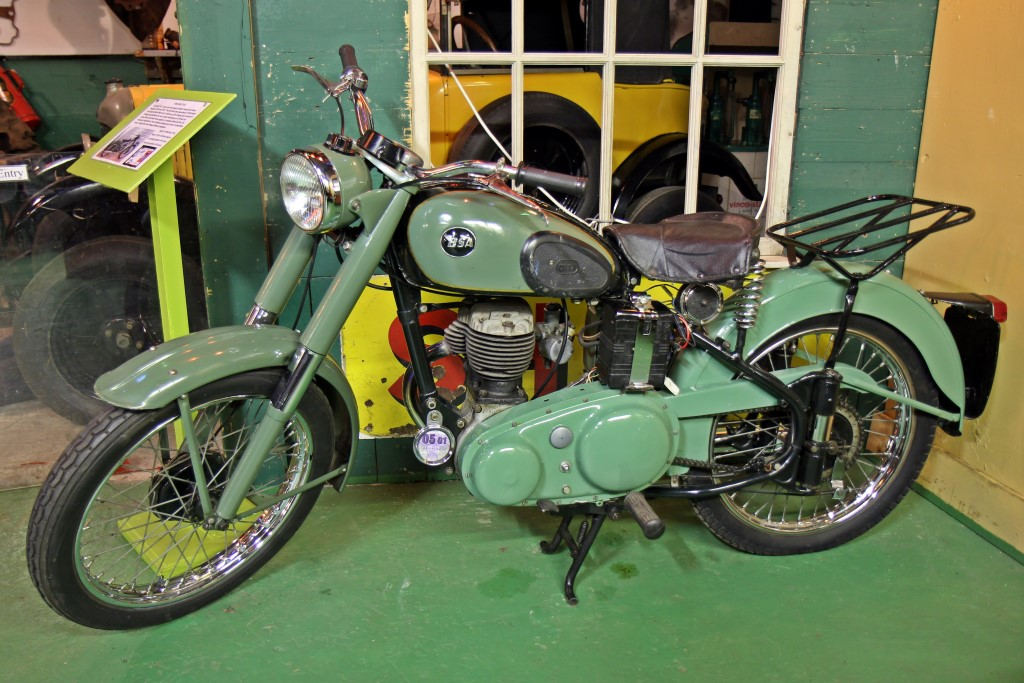
BSA C10L au Wirral Transport Museum de Birkenhead

La série C comprenait des monocylindriques 250 cm3 et un modèle 350 cm3 à soupape latérale (en 1940 seulement). 

## Série Bantam

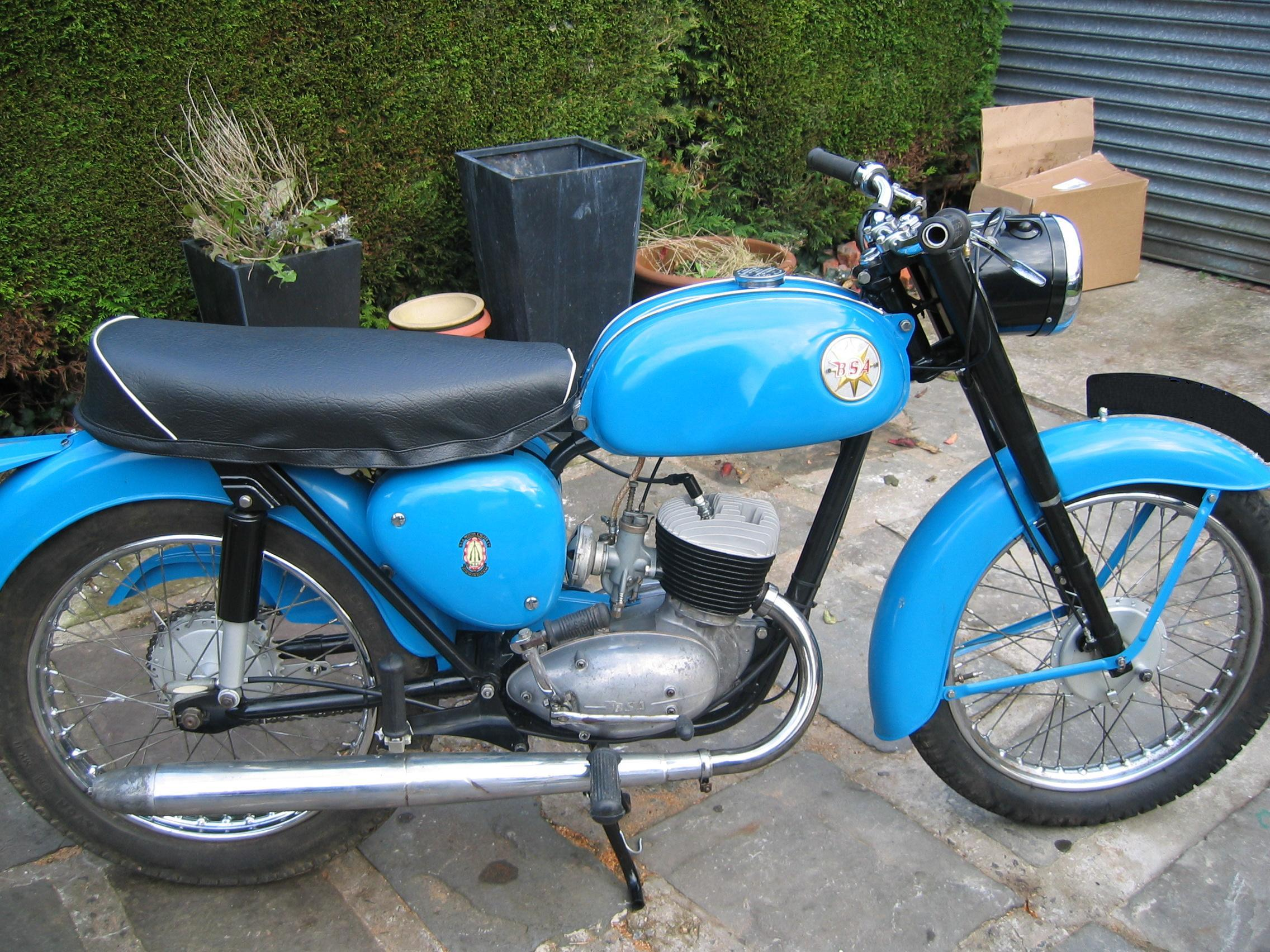
Bantam D7

Tous les Bantams étaient des motos monocylindres deux temps.

## Construction unit monocylindre

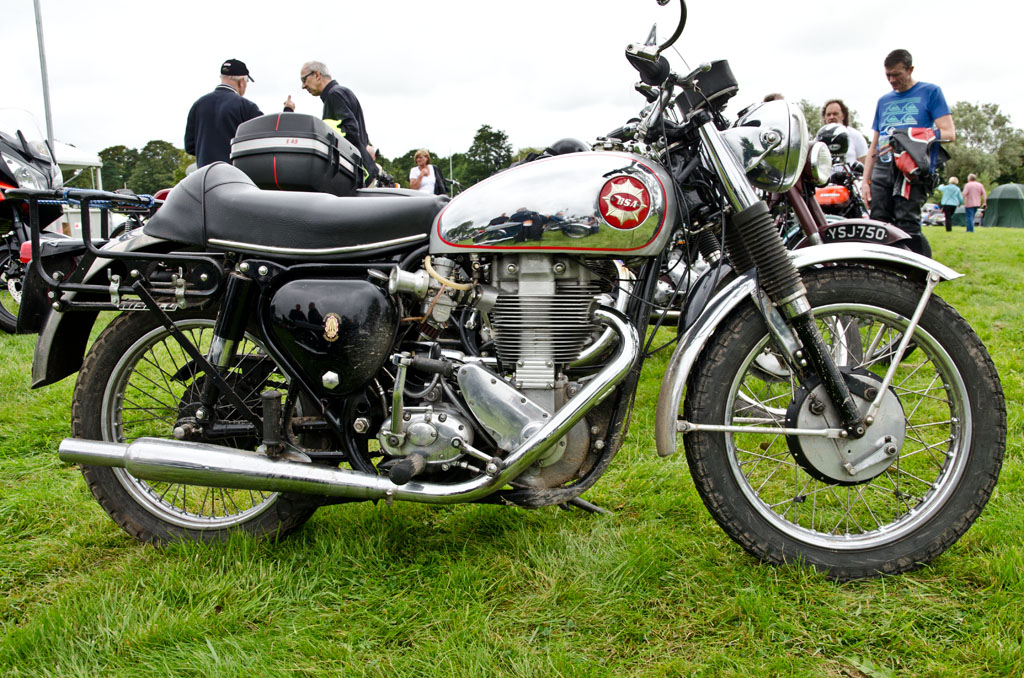
BSA Gold Star

## Twins d'après-guerre
Tous les moteurs twins parallèles BSA étaient des machines à soupapes en tête actionnées par tige de poussée. Les modèles A7 et A10 étaient des modèles semi-unit jusqu’en 1953 environ et des modèles pré-unit par la suite. Tous les modèles A50 , A65 et A70 étaient des constructions unit. 

## Trois cylindres
Voir Triumph Triples pour les modèles Triumph correspondants 